# Quasiconcha
Quasiconcha is een monotypisch geslacht van schimmels in de familie Mytilinidiaceae. Het bevat alleen Quasiconcha reticulata.